# ささやかな欲望/ありがとう あなた
「ささやかな欲望／ありがとう あなた」（ささやかなよくぼう／ありがとう あなた）は1975年9月21日に発売された山口百恵の10枚目のシングル。発売元はCBS・ソニー。

## 概要
山口百恵のシングルは、デビュー曲「としごろ」から、「ちっぽけな感傷」を除いて毎回作詞・千家和也、作曲・都倉俊一のコンビが担当していたが、都倉の作品は今作が最後となった。
「ありがとう あなた」は山口百恵と三浦友和が共演したTBS系ドラマ『赤い疑惑』のテーマ曲。2019年には山口と三浦の長男の祐太朗がカバーした。祐太朗は中国語でも歌っている。

## 収録曲
| 全作詞: 千家和也、全作曲: 都倉俊一、全編曲: 馬飼野康二。 |                                                      |          |            |
| #                                                        | タイトル                                             | 作詞     | 作曲・編曲 |
| 1.                                                       | 「ささやかな欲望」                                   | 千家和也 | 都倉俊一   |
| 2.                                                       | 「ありがとう あなた」(TBS系ドラマ『赤い疑惑』主題歌) | 千家和也 | 都倉俊一   |

## 品番
- 1975年9月21日 - EP: SOLB 319（シングル）

## 関連シングル
- 1978年4月21日 - EP: 06SH 299（「GOLDEN SINGLE」 片面: 夏ひらく青春）
- 1989年3月21日 - 8cmCD: 10EH 3177（「Platinum Single SERIES」 C/W: 夏ひらく青春）
- 2004年5月19日 - 8cmCD: MHCL 10024（オリジナル・カラオケ、「ささやかな欲望」 初回紙ジャケ仕様盤）

## 関連作品
- ささやかな欲望
  - ささやかな欲望
  - Best of Best 山口百恵のすべて
  - 33 SINGLES MOMOE
  - 百惠辞典
  - 山口百惠ベスト・コレクションII 〜いい日旅立ち〜
  - GOLDEN J-POP/THE BEST 山口百惠
  - GOLDEN☆BEST 山口百恵 PLAYBACK MOMOE part2
  - MOMOE PREMIUM
  - Complete MOMOE PREMIUM
  - 山口百恵ベスト・コレクション VOL.1
  - コンプリート百恵伝説
  - GOLDEN☆BEST 山口百恵 コンプリート・シングルコレクション

- ささやかな欲望（ライブ音源）
  - 百恵ライブ -百恵ちゃん祭りより-
  - MOMOE ON STAGE
  - MOMOE LIVE PREMIUM

- ありがとう あなた
  - ささやかな欲望
  - 17才のテーマ
  - 赤い疑惑 -テレビ・ドラマ名場面集-
  - Best of Best 山口百恵のすべて
  - 百恵・アクトレス伝説
  - 百惠辞典
  - MOMOE PREMIUM
  - 赤いシリーズ シングル・コレクション
  - Complete MOMOE PREMIUM
  - コンプリート百恵伝説
  - GOLDEN☆BEST 山口百恵 コンプリート・シングルコレクション

- ありがとう あなた（ライブ音源）
  - MOMOE ON STAGE
  - MOMOE LIVE PREMIUM